# Rijksbeschermd gezicht 't Broek
Gezicht Broek is een van rijkswege beschermd dorpsgezicht in 't Broek bij Mierlo in de Nederlandse provincie Noord-Brabant. De procedure voor aanwijzing werd gestart op 5 maart 1969. Het gebied werd op 17 november 1972 definitief aangewezen. Het beschermd gezicht beslaat een oppervlakte van 27,6 hectare.
Panden die binnen een beschermd gezicht vallen krijgen niet automatisch de status van beschermd monument. Wel zal de gemeente het bestemmingsplan aanpassen om nieuwe ontwikkelingen in het gebied te reguleren. De gezichtsbescherming richt zich op de stedenbouwkundige en cultuurhistorische waardering van een gebied en wil het toekomstig functioneren daarvan veiligstellen.